# جغرافیای مجارستان
مَجارستان کشوری در اروپای مرکزی و پایتخت آن بوداپست است. مساحت مجارستان ۹۳۰۳۰ کیلومتر مربع است و جمعیتی بالغ بر ۹/۳ میلیون نفر دارد. جغرافیای مجارستان آمیزه‌ای است از دشت‌های وسیع و حاصلخیز، رودخانه‌های بزرگ، اقلیم قاره‌ای با تفاوت‌های ناحیه‌ای و جاذبه‌های طبیعی همچون دریاچه بالاتون و پارک ملی هورتوباگی، که در مجموع بنیان زندگی اقتصادی و فرهنگی مردم این کشور را شکل داده‌اند.
مساحت مجارستان ۹۳٬۰۳۰ کیلومتر مربع است. این کشور از شمال به جنوب ۲۵۰ کیلومتر و از شرق به غرب ۵۲۴ کیلومتر طول دارد. کشور مجارستان کشوری مسطح با دشت‌هایی در حوزه کارپات است که توسط رود بزرگ دانوب به دو بخش شمالی و جنوبی تقسیم شده است.
بخش بزرگی از سرزمین مجارستان در دشت پانونی قرار دارد که از حاصلخیزترین جلگه‌های اروپا به‌شمار می‌رود. همین ویژگی باعث شده این کشور از دیرباز مرکز کشاورزی و دامپروری باشد و رودخانه‌های بزرگی چون دانوب و تیسا نقش تعیین‌کننده‌ای در شکل‌گیری زیستگاه‌ها و شهرها ایفا کنند.
مجارستان سه منطقهٔ جغرافیایی عمده دارد که به هفت ناحیهٔ کوچک‌تر تقسیم می‌شوند: دشت بزرگ آلفولد در شرق رود دانوب؛ ترانس‌دانوبیا در غرب دانوب که تا دامنه‌های آلپ در اتریش امتداد دارد؛ و کوه‌های شمال مجارستان که سرزمینی کوهستانی و تپه‌ای در شمال دشت بزرگ هستند.
بزرگ‌ترین منبع طبیعی کشور زمین حاصلخیز است، اگرچه کیفیت خاک بسیار متفاوت است. حدود ۷۰ درصد از کل سرزمین مجارستان برای کشاورزی مناسب است و ۷۲ درصد از این بخش زمین زراعی است. این کشور فاقد منابع گستردهٔ انرژی و مواد خام مورد نیاز برای توسعهٔ صنعتی است.
رود دانوب که دومین رود بزرگ اروپا است، از شمال وارد کشور می‌شود و پس از عبور از بوداپست به سوی جنوب جریان می‌یابد. دانوب علاوه بر اهمیت حمل‌ونقلی و اقتصادی، به‌لحاظ تاریخی نیز در تعیین مرزها و استقرار انسان نقش ایفا کرده است. در کنار دانوب، رود تیسا نیز که از اوکراین وارد مجارستان می‌شود، شرق کشور را به یکی از حاصلخیزترین مناطق کشاورزی بدل ساخته است.

نقشه جغرافیایی مجارستان

اقلیم مجارستان عمدتاً قاره‌ای است؛ تابستان‌ها گرم و زمستان‌ها سرد. بارندگی به‌طور نسبی کم است، اما به‌گونه‌ای توزیع شده که کشاورزی در جلگه‌ها ممکن باشد. غرب و شمال‌غرب کشور بارندگی بیشتری دارد، در حالی که شرق تابستان‌های داغ‌تر و زمستان‌های سردتری را تجربه می‌کند.
یکی از مهم‌ترین جاذبه‌های طبیعی مجارستان دریاچه بالاتون است که بزرگ‌ترین دریاچه اروپای مرکزی به‌شمار می‌رود. این دریاچه علاوه بر اهمیت گردشگری، بر شرایط اقلیمی منطقه نیز تأثیرگذار است. در کنار آن، دریاچه هِویش به‌عنوان بزرگ‌ترین دریاچه آب‌گرم طبیعی جهان شناخته می‌شود و برای مقاصد درمانی و گردشگری استفاده می‌شود.
تنوع زیستی در مجارستان چشمگیر است. پارک ملی هورتوباگی که بخشی از دشت پانونی را دربر می‌گیرد، نخستین پارک ملی کشور است و در فهرست میراث جهانی یونسکو قرار دارد. این منطقه نمونه‌ای از استپ‌های طبیعی اروپاست و زیستگاه گونه‌های کمیاب پرندگان و جانوران محسوب می‌شود.

## مرزها
مرزهای مجارستان کنونی پس از پایان جنگ جهانی اول و فروپاشی امپراتوری اتریش-مجارستان تثبیت شد. مرزهای مشترک مجارستان با دیگر کشورها جمعاً ۲۲۵۸ کیلومتر است. در شمال با جمهوری اسلواکی ۵۱۵ کیلومتر مرز مشترک دارد. در شرق آن کشور رومانی با ۴۴۳ کیلومتر مرز مشترک قرار دارد. همچنین در شمال‌شرقی مجارستان جمهوری اوکراین با ۱۰۳ کیلومتر مرز مشترک قرار دارد. در جنوب نیز کشور مجارستان با جمهوری‌های پیشین یوگسلاوی (صربستان ۱۵۱ کیلومتر، کرواسی ۳۲۹ کیلومتر و اسلوونی ۸۲ کیلومتر) مرز مشترک دارد. در غرب مجارستان کشور اتریش با ۳۶۶ کیلومتر مرز مشترک جای گرفته است.
برپایه معاهده تریانون در سال ۱۹۲۰، مجارستان بیش از ۷۱ درصد از سرزمین پیشین پادشاهی مجارستان، ۵۸٫۵ درصد از جمعیت و ۳۲ درصد از مجارها را از دست داد. میان سال‌های ۱۹۳۸ تا ۱۹۴۱ تغییراتی در مرزها ایجاد شد: در ۱۹۳۸، داوری اول وین بخشی از سرزمین‌های از دست‌رفته را از چکسلواکی به مجارستان بازگرداند. در ۱۹۳۹ مجارستان کارپات اوکراین را اشغال کرد. در ۱۹۴۰، داوری دوم وین ترانسیلوانیای شمالی را به مجارستان بازگرداند و سرانجام این کشور در جریان تهاجم به یوگسلاوی مناطق باچکا و موراکوز را اشغال کرد. اما پس از شکست در جنگ جهانی دوم همهٔ این سرزمین‌ها دوباره از دست رفتند و پس از جنگ، مرزهای تریانون دوباره برقرار شد، با اصلاحی کوچک که به سود چکسلواکی بود.

## آب‌وهوا

نقشهٔ اقلیم‌شناسی کوپن در مجارستان

مجارستان در حوزه اروپای مرکزی قرار دارد و دارای آب و هوایی معتدل می‌باشد. تابستان‌ها در این کشور نسبتاً گرم با رطوبی متوسط است و در این فصل دشت‌های مرکزی، افزایش شدیدی دارد. مجارستان دارای زمستان‌هایی با بارندگی زیاد و هوایی سرد است. بلندترین نقطه مجارستان کوه کِکِش در رشته کوهای ماترا است که ۱۰۱۴ متر ارتفاع دارد.
آب و هوای مجارستان معتدل است. در این کشور زمستان‌های سرد و مرطوب و تابستان‌های گرم با بارش‌های مکرر تجربه می‌شود. سه منطقه اقلیمی: قاره ای، اقیانوسی و مدیترانه ای بر شرایط کشور تأثیر می‌گذارد
مجارستان مانند دیگر بخش‌های دشت پانونی عمدتاً اقلیم قاره‌ای دارد؛ زمستان‌ها سرد و تابستان‌ها گرم تا بسیار گرم. میانگین دمای سالانه حدود ۱۰ درجه سلسیوس (۵۰ درجه فارنهایت) است؛ در تابستان بین ۲۷ تا ۳۵ درجه سلسیوس (۸۱ تا ۹۵ درجه فارنهایت) و در زمستان بین ۰ تا −۱۵ درجه سلسیوس (۳۲ تا ۵ درجه فارنهایت). حد نهایی دماها از حدود ۴۲ درجه سلسیوس (۱۰۸ درجه فارنهایت) در تابستان تا −۳۵ درجه سلسیوس (−۳۱ درجه فارنهایت) در زمستان متغیر است. میانگین بارش سالانه حدود ۶۰۰ میلیمتر (۲۳٫۶ اینچ) است. پراکندگی و بسامد بارش نامنظم است. بخش غربی کشور معمولاً باران بیشتری نسبت به شرق دریافت می‌کند و در شرق خشکسالی‌های شدید تابستانه رخ می‌دهد. شرایط آب‌وهوایی در دشت بزرگ به‌ویژه سخت است: تابستان‌های داغ، زمستان‌های سرد و بارندگی اندک.
تا دهه ۱۹۸۰ آثار آلودگی در مناطق روستایی نمایان شد، هم ناشی از استفادهٔ گستردهٔ علف‌کش‌ها در کشاورزی و هم ناشی از آلاینده‌های صنعتی. محسوس‌ترین مورد، آلودگی تدریجی منابع آبی کشور بود که حیات ماهیان و حیات‌وحش را به خطر انداخت. هرچند نگرانی‌ها دربارهٔ این تهدیدها افزایش یافت، اما گام‌های جدی برای مقابله با آن‌ها برداشته نشد.

## پستی‌بلندی‌ها

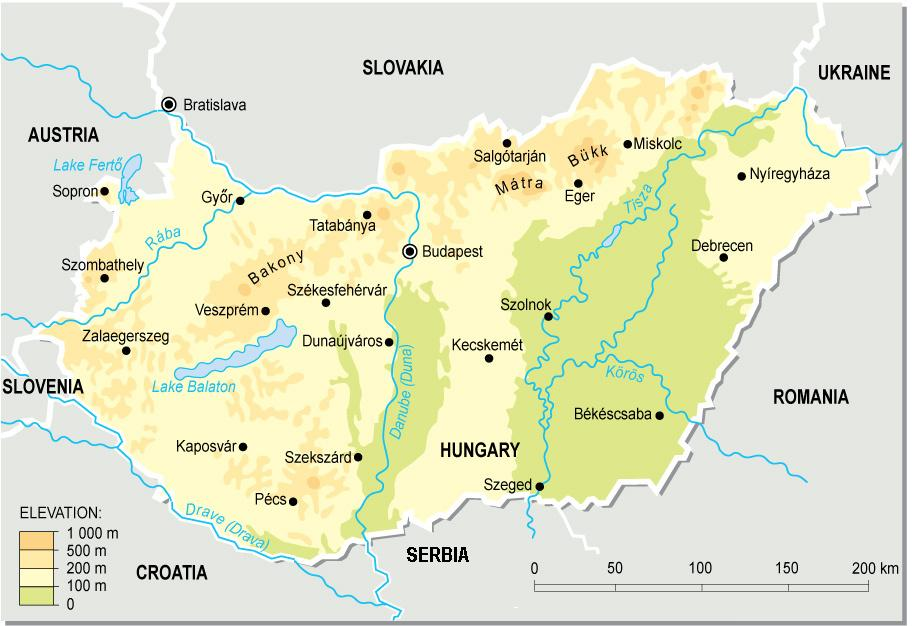
نقشه پستی‌بلندی‌های مجارستان

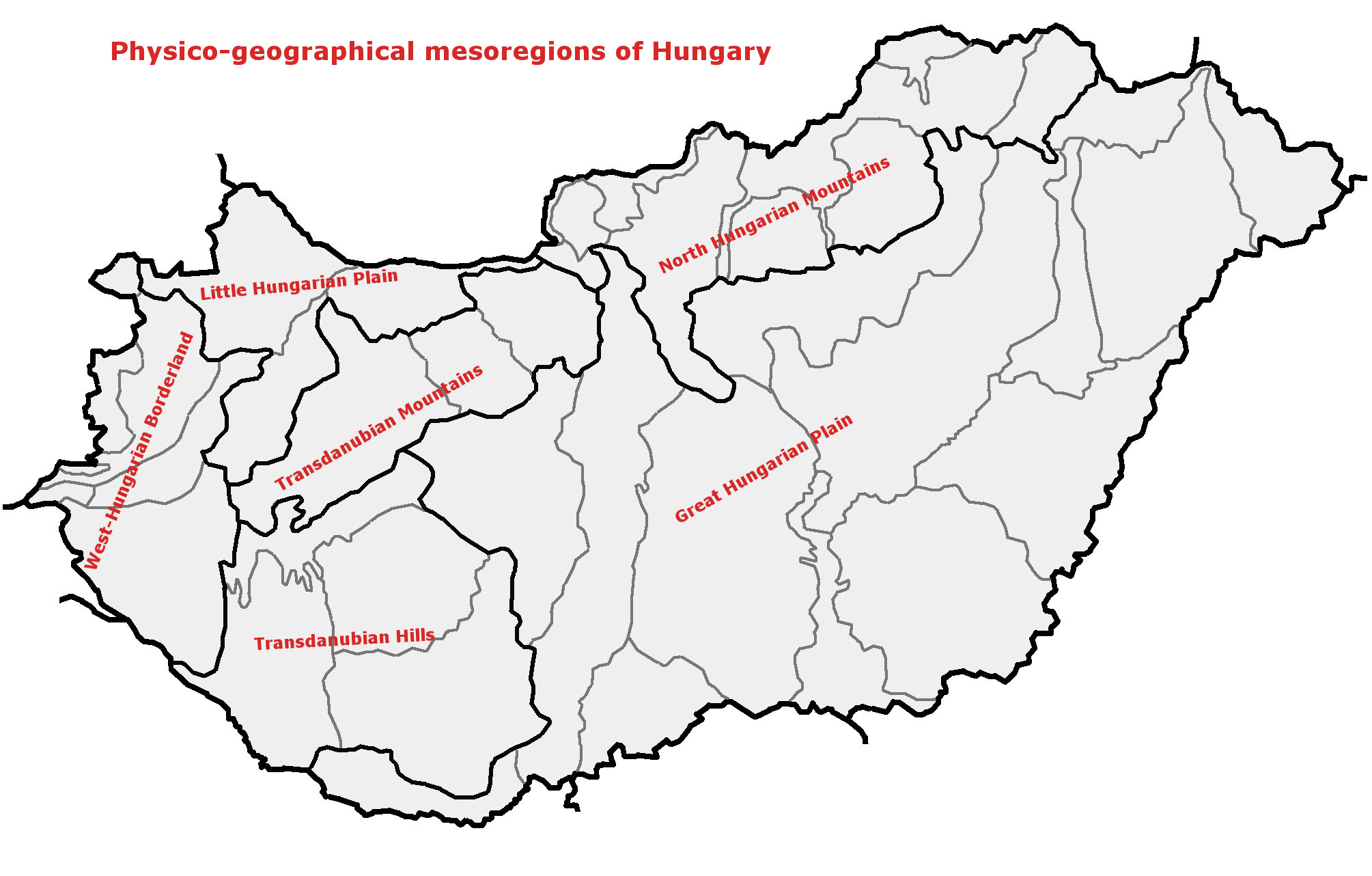
مناطق جغرافیایی–طبیعی مجارستان

بخش اعظم سرزمین مجارستان ارتفاعی کمتر از ۲۰۰ متر دارد. هرچند رشته‌کوه‌هایی با ارتفاع متوسط در این کشور وجود دارند، اما مناطق بالاتر از ۳۰۰ متر کمتر از ۲ درصد خاک کشور را پوشش می‌دهند. بلندترین نقطهٔ کشور کِکِش در رشته‌کوه ماترا در شمال‌شرق بوداپست است که ۱۰۱۴ متر ارتفاع دارد. پست‌ترین نقطه ۷۷٫۶ متر بالاتر از سطح دریا در جنوب کشور و نزدیک سگد واقع است.
دشت کوچک یا دشت کوچک مجارستانی حوضه‌ای تکتونیکی با وسعت حدود ۸۰۰۰ کیلومتر مربع در شمال‌غرب مجارستان، جنوب‌غرب اسلواکی و شرق اتریش است که در امتداد مسیر پایینی رود رابا قرار دارد و خاکی بسیار حاصلخیز دارد.
منطقهٔ ترانس‌دانوبیا در غرب کشور و میان رودخانه‌های دانوب و دراوا و مرزهای اسلوونی و کرواسی قرار دارد. این ناحیه شامل دریاچه فرتو و دریاچه بالاتون است و عمدتاً از تپه‌های ملایم تشکیل شده است. ترانس‌دانوبیا منطقه‌ای کشاورزی است که کشتزارها، دامداری و تاکستان‌ها در آن رونق دارند. ذخایر معدنی و نفتی نیز در شهرستان زالا نزدیک مرز کرواسی یافت می‌شود.

### کوه‌ها

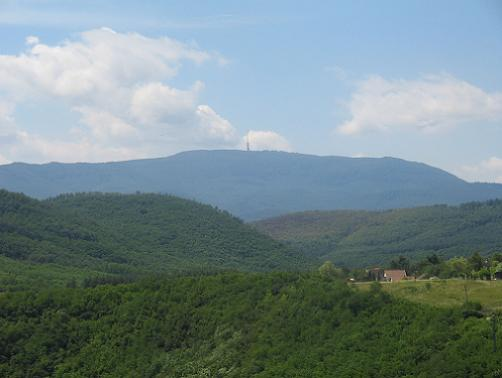
کِکِش

هرچند بیشتر خاک کشور کمتر از ۳۰۰ متر ارتفاع دارد، اما رشته‌کوه‌های متوسطی در آن یافت می‌شود که در چهار منطقه جغرافیایی از غرب به شرق تقسیم می‌شوند: آلپوکاِلْیا، کوه‌های ترانس‌دانوبی، مچک و کوه‌های شمال مجارستان.
آلپوکاِلْیا (به معنی «دامنه‌های آلپ») در مرز اتریش واقع است و بلندترین نقطهٔ آن ایروت-کُه با ۸۸۲ متر ارتفاع است. کوه‌های ترانس‌دانوبی از غرب دریاچه بالاتون تا پیچ دانوب نزدیک بوداپست امتداد دارند و بلندترین قلهٔ آن پیلیش با ۷۵۷ متر است. مچک جنوبی‌ترین رشته‌کوه مجارستان است که در شمال پچ قرار دارد و بلندترین قله‌اش زِنگو با ۶۸۲ متر ارتفاع است.
کوه‌های شمال مجارستان در شمال بوداپست قرار دارند و به سمت شمال‌شرق امتداد می‌یابند. ارتفاعات بالاتر این منطقه عمدتاً جنگلی هستند و ذخایر غنی زغال‌سنگ و آهن دارند. این منابع معدنی مدت‌ها پایهٔ اقتصاد صنعتی شهرهای منطقه بوده‌اند. تاکستان‌های منطقه نیز اهمیت ویژه‌ای دارند و شراب توکای از همین منطقه به‌دست می‌آید. بلندترین قلهٔ این رشته‌کوه‌ها کِکِش در رشته‌کوه ماترا است.

#### بلندترین قله‌های مستقل
| رتبه | نام         | ارتفاع   | رشته‌کوه       | منطقهٔ جغرافیایی      |
| ---- | ----------- | -------- | ------------- | -------------------- |
| ۱    | کِکِش         | ۱۰۱۴ متر | ماترا         | کوه‌های شمال مجارستان |
| ۲    | گالیا-تتو   | ۹۶۴ متر  | ماترا         | کوه‌های شمال مجارستان |
| ۳    | سیلوواشی-کُه | ۹۶۱ متر  | بوک           | کوه‌های شمال مجارستان |
| ۴    | ایستالوش-کُه | ۹۵۹ متر  | بوک           | کوه‌های شمال مجارستان |
| ۵    | بالوانی     | ۹۵۶ متر  | بوک           | کوه‌های شمال مجارستان |
| ۶    | تار-کُه      | ۹۵۰ متر  | بوک           | کوه‌های شمال مجارستان |
| ۷    | چووانیوش    | ۹۳۸ متر  | بورژشنی       | کوه‌های شمال مجارستان |
| ۸    | ماگوش-فا    | ۹۱۶ متر  | بورژشنی       | کوه‌های شمال مجارستان |
| ۹    | ناگی-میلیتس | ۸۹۵ متر  | رشته‌کوه زمپلن | کوه‌های شمال مجارستان |
| ۱۰   | ایروت-کُه    | ۸۸۲ متر  | رشته‌کوه کُسِگ   | آلپوکاِلْیا            |

## رودخانه و دریاچه
مهم‌ترین رودخانه‌های کشور دانوب و تیسا هستند. دانوب در محدودهٔ مجارستان ۴۱۸ کیلومتر و رود تیسا ۴۴۴ کیلومتر قابل کشتیرانی هستند. از رودخانه‌های کمتر مهم می‌توان به دراوا در مرز کرواسی، رابا، سوموش، سیو و ایپل در مرز اسلواکی اشاره کرد. مجارستان سه دریاچهٔ اصلی دارد. دریاچه بالاتون بزرگ‌ترین آن‌هاست که ۷۸ کیلومتر طول و ۳ تا ۱۴ کیلومتر پهنا دارد و مساحت آن به ۶۰۰ کیلومتر مربع می‌رسد. مجارها اغلب آن را «دریای مجارستانی» می‌نامند. این دریاچه بزرگ‌ترین دریاچه آب شیرین در اروپای مرکزی و منطقه‌ای مهم برای گردشگری است. آب‌های کم‌عمق آن برای شنا در تابستان مناسب‌اند و در زمستان سطح یخ‌زدهٔ آن امکان ورزش‌های زمستانی فراهم می‌کند. دیگر پهنه‌های آبی شامل دریاچه ولنسه (۲۶ کیلومتر مربع) در شهرستان فیر، دریاچه فرتو (نوی‌زیدلر زه – حدود ۸۲ کیلومتر مربع در داخل مجارستان) و دریاچه تیسا که دریاچه‌ای مصنوعی است، می‌شوند.
دشت بزرگ آلفولد حوضهٔ رود تیسا و شاخه‌های آن را شامل می‌شود و بیش از نیمی از مساحت کشور را در بر می‌گیرد. این دشت که از همه طرف با کوه‌ها احاطه شده، تنوع زمین‌نگاری زیادی دارد: خاک حاصلخیز، مناطق شنی، زمین‌های بایر و مرداب. مردم مجارستان دست‌کم یک‌هزار سال است که در این دشت زندگی می‌کنند. در اینجا پوزتا قرار دارد؛ پهنه‌ای وسیع و بایر که پارک ملی هورتوبایگی مشهورترین بازماندهٔ آن است و با فرهنگ و فولکلور مجاری پیوند خورده است. در قرون گذشته به دلیل سیلاب‌های مکرر، این منطقه برای کشاورزی مناسب نبود و محل پرورش گله‌های بزرگ گاو و اسب بود. در نیمهٔ دوم قرن نوزدهم دولت با طرح‌هایی برای مهار رودخانه‌ها و زهکشی زمین‌های داخلی، بخش بزرگی از خطر سیلاب را از میان برد و زمین‌های زیادی به زیر کشت رفت و دامداری اهمیت اقتصادی خود را از دست داد.
دو رود مهم از جنوب (صربستان) وارد مجارستان می‌شود، رود دانوب که با گذر از بوداپست، پایتخت مجارستان راه شمال و شمال غرب را طی می‌کند و به اسلواکی و اتریش می‌رود و دیگری رود تیسا که آن هم از جنوب وارد مجارستان شده و راه شمال شرق را درپیش می‌گیرد و وارد اوکراین می‌شود. دریاچه‌ای نیز به نام دریاچهٔ بالاتون در غرب مجارستان قرار دارد. مجارستان دارای حالت دشت مانند و صاف بوده و دارای خاک حاصلخیزی نیز می‌باشد.

## تقسیمات کشوری

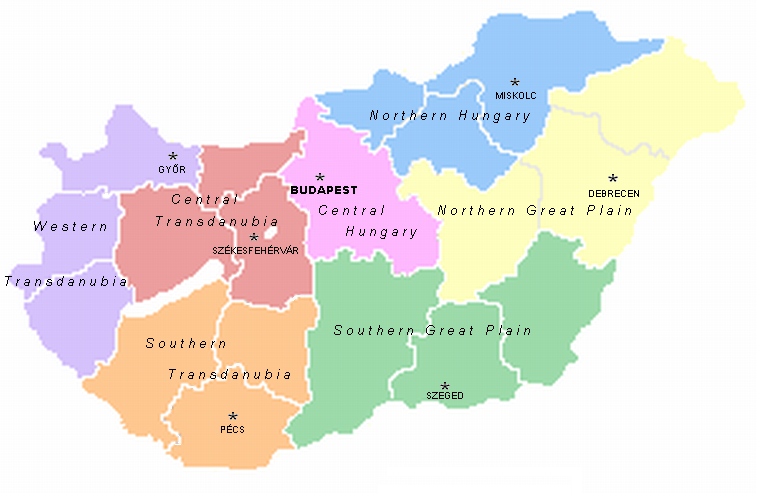
شهرستان‌های مجارستان

مجارستان از ۱۹ شهرستان تشکیل شده است به علاوه بوداپست که متعلق به هیچ شهرستانی نیست و مستقل است. شهرهای مهم مجارستان شامل دبرتسن، میشکولتس، سگد، پچ و دیور هستند.

### شهرهای مهم
از مهم‌ترین شهرهای مجارستان می‌توان به، دبرتسن ۲۰۵ هزار نفر، میشکولتس ۱۷۸ هزار نفر، سگد ۱۶۳ هزار نفر، پچ ۱۵۸ هزار نفر و گیور ۱۲۹ هزار نفر اشاره کرد. بوداپست از دو بخش بودا و پست تشکیل شده که اولی در کرانهٔ باختری (سمت راست) رود دانوب و دومی در سمت خاوری این رود واقع شده‌اند. شهر پچ که یکی از بزرگ‌ترین شهرهای کشور مجارستان می‌باشد پایتخت فرهنگی اروپا بوده و همچنین این شهر هر ساله پذیرای دانشجویان زیادی از دیگر کشورها است.

## کشاورزی

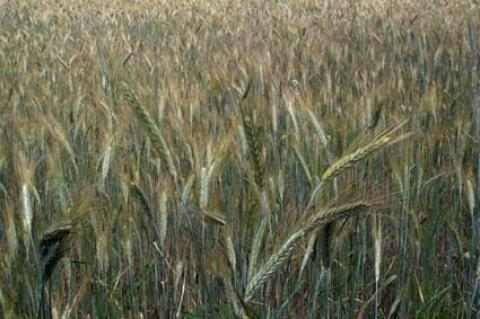
مزرعه گندم، مجارستان

مجارستان با دشت‌ها و نواحی تپه‌ای خود، برای کشاورزی بسیار مناسب است.

### زمین‌های کشاورزی
بی‌تردید یکی از مهم‌ترین منابع طبیعی مجارستان زمین کشاورزی است. این زمین‌ها حدود ۴۸٫۵۷ درصد از مساحت کشور را پوشش می‌دهند که در جهان رقمی چشمگیر است. بیشتر خاک حاصلخیز این کشور از کیفیت خوبی برخوردار است.
مهم‌ترین نواحی کشاورزی عبارت‌اند از دشت کوچک مجارستان (که به‌طور میانگین بالاترین کیفیت خاک حاصلخیز را دارد)، ترانسدانوبیا و دشت بزرگ مجارستان. دشت بزرگ بیش از نیمی از کشور را پوشش می‌دهد (۵۲ هزار کیلومتر مربع)، هرچند کیفیت خاک در آن بسیار متفاوت است. این ناحیه حتی شامل یک نیمه‌بیابان چمنی کوچک به نام پوستا (استپ) است که برای پرورش گوسفند و گاو مورد استفاده قرار می‌گیرد.
مهم‌ترین محصولات کشاورزی مجارستان شامل ذرت، گندم، جو، جو دوسر، آفتابگردان، خشخاش، سیب‌زمینی، ارزن، چغندر قند، کتان و بسیاری گیاهان دیگر است. برخی گیاهان تازه اهلی‌شده نیز کشت می‌شوند، مانند تاج‌خروس. تخم خشخاش بخشی از آشپزی مجاری سنتی است.

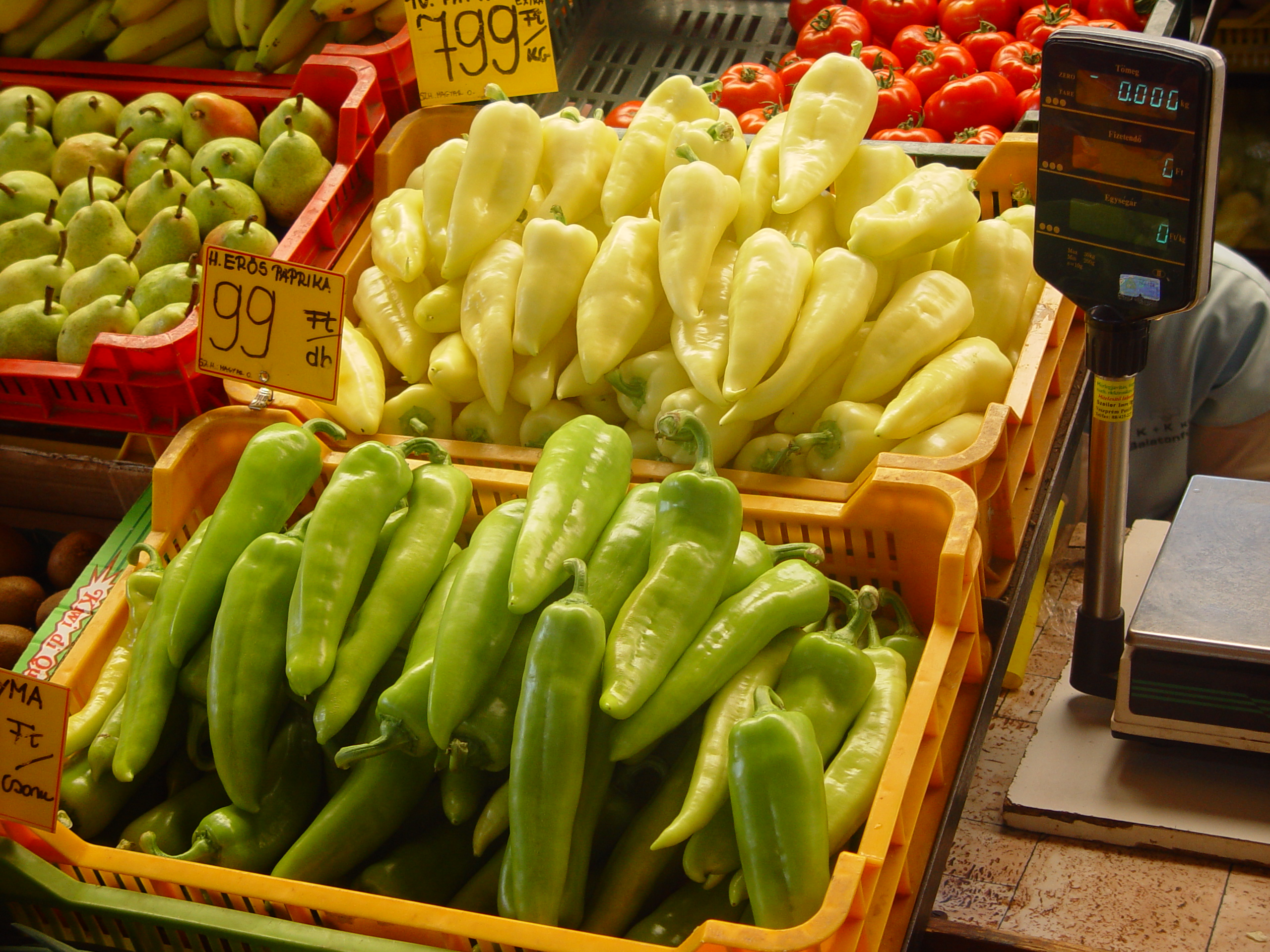
میوه‌فروشی در مجارستان

این کشور به‌خاطر تولید فلفل دلمه‌ای با کیفیت بالا شناخته شده است که اغلب به پاپریکا تبدیل می‌شود. همچنین میوه‌های گوناگونی پرورش می‌یابند، از جمله انواع مختلف سیب، گلابی، هلو، انگور، زردآلو، هندوانه، خربزه و غیره.
مجارستان هیچ محصول تراریخته‌ای کشت نمی‌کند و این محصولات عمدتاً از ایالات متحده وارد می‌شوند. با این حال، توزیع آن‌ها بدون درج علامت بر روی بسته‌بندی امکان‌پذیر نیست.

### تاکستان‌ها
شراب‌سازی در مجارستان تاریخی طولانی دارد. در اروپا تنها دو زبان هستند که واژهٔ «شراب» در آن‌ها از زبان لاتین مشتق نشده است: یونانی و مجارستانی. واژهٔ مجاری آن «بور» (bor) است.
پرورش انگور در سرزمین‌های امروزی مجارستان از زمان روم باستان ثبت شده و رومیان آن را معرفی کردند. مجارها پس از ورود به این سرزمین این سنت را پذیرفتند و تاکنون ادامه داده‌اند.
امروزه مناطق انگورسازی متعددی در مجارستان وجود دارد که شراب‌های باکیفیت و ارزان تولید می‌کنند، قابل‌مقایسه با نمونه‌های اروپای غربی. بیشتر نواحی تولید شراب در کوهستان‌ها یا تپه‌ها واقع‌اند، مانند کوه‌های ترانسدانوبی، کوه‌های شمال مجارستان، کوه‌های ویلان و غیره. مناطق مهم انگورسازی شامل اِگر، هایوُش، شملو، شپرون، ویلان، سکسارد و توکای-هگیالیا هستند.

### جنگلداری
۱۹ درصد از مساحت کشور پوشیده از جنگل است. این جنگل‌ها عمدتاً در نواحی کوهستانی مانند کوه‌های شمال مجارستان، کوه‌های ترانسدانوبی و آلپوکاژا قرار دارند. ترکیب جنگل‌ها متنوع است و گونه‌هایی همچون نراد، راش، بلوط، بید، اقاقیا و چنار را شامل می‌شود.

## نقاط دیدنی

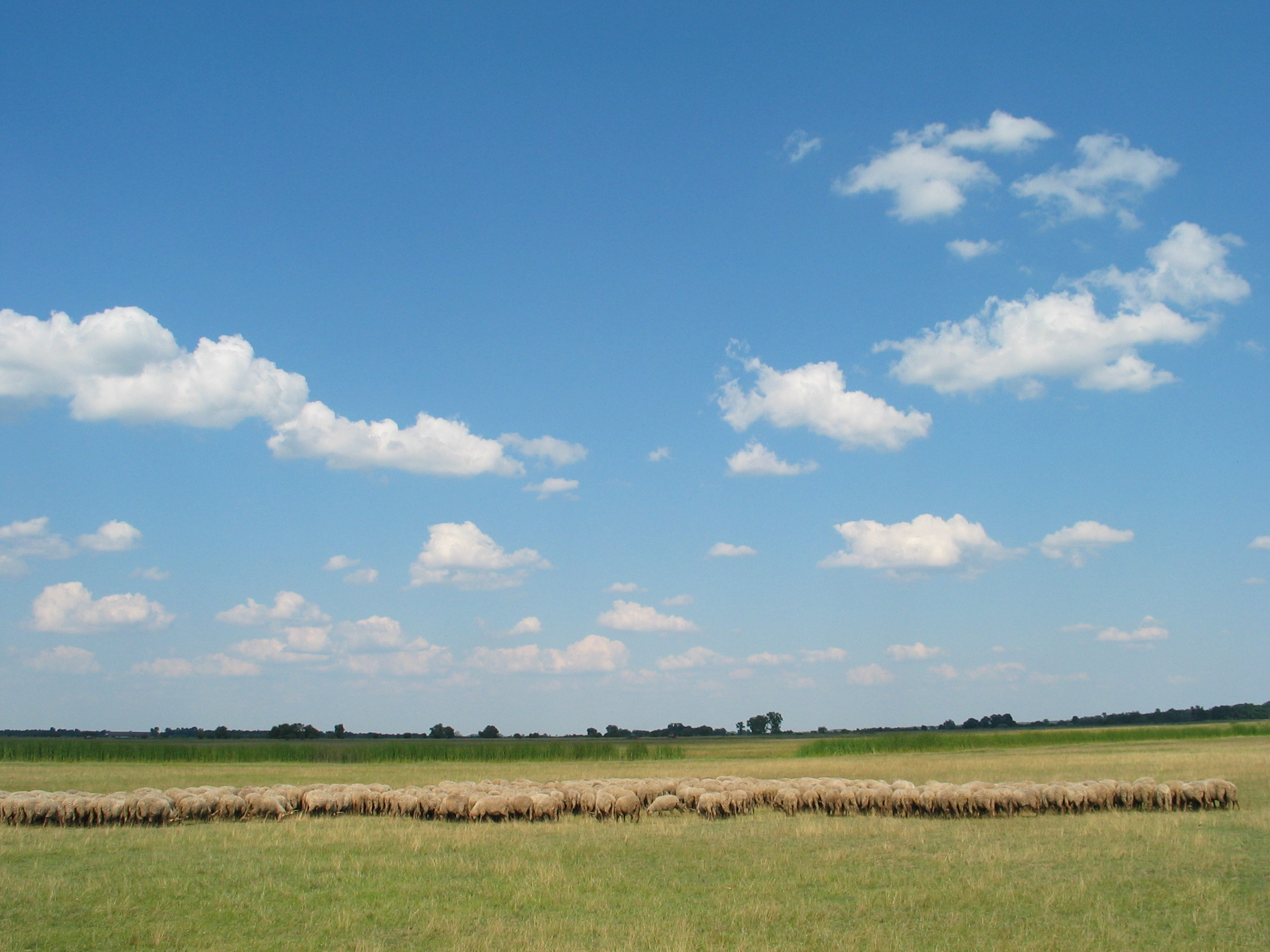
پارک ملی هورتوبایگی در دشت بزرگ مجارستان همراه با گوسفندان نژاد راکسا

مجارستان در قلب اروپا قرار دارد و مجموعه‌ای از جاذبه‌های تاریخی، طبیعی و فرهنگی را در خود جای داده است. در پایتخت این کشور، بوداپست، بیش از ۱۲۵ حمام آب‌گرم وجود دارد که بر پایهٔ چشمه‌های طبیعی ساخته شده‌اند. گرمابه زیچنی با طراحی نئوباروک و ۱۸ استخر، از شناخته‌شده‌ترین آن‌هاست و در کنار استفاده درمانی، محلی برای گردهمایی‌های عمومی و حتی برگزاری مهمانی‌های شبانه در استخر به‌شمار می‌رود.
در شرق کشور، پارک ملی بوک در ارتفاعات کوهستانی قرار گرفته و شامل بیش از ۵۰ غار کارستی است که در دوران پیشاتاریخی محل سکونت انسان بوده‌اند. بقایای نئاندرتال‌ها و جانورانی مانند ماموت در این منطقه کشف شده است. مسیر باریک‌راه ریلی درهٔ سالایکا گردشگران را از میان چشم‌اندازهای جنگلی به سوی ایستگاه‌هایی چون محل پرورش اسب‌های لیپیتزانی و غارهای طبیعی هدایت می‌کند.
شهر سگد در جنوب مجارستان به‌دلیل ساعت‌های بالای تابش آفتاب به «شهر آفتاب» معروف است. پس از سیل ویرانگر اواخر قرن نوزدهم، بخش‌های زیادی از شهر بازسازی شد و امروزه بناهای آن بازتابی از معماری آرت‌نوو به‌شمار می‌آید.
در مرکز کشور، دریاچهٔ بالاتون به‌عنوان بزرگ‌ترین دریاچهٔ آب شیرین اروپای مرکزی، از مهم‌ترین مقاصد گردشگری محسوب می‌شود. اطراف دریاچه، به‌ویژه در منطقهٔ باداچشونی، از دیرباز محل کشت انگور بوده است و شواهدی از تاکستان‌های دورهٔ رومیان در این ناحیه وجود دارد.
از دیگر نقاط مهم می‌توان به دژ تاریخی شهر اگر اشاره کرد که در برابر حملات عثمانی در قرن شانزدهم مقاومت کرده است. این مجموعهٔ تاریخی و شهرهای پیرامون آن بخشی از پیوستگی فرهنگی و تاریخی مجارستان را نشان می‌دهند.